# Predrag Krunić
Predrag Krunić (* 27. November 1967) ist ein bosnisch-serbischer Basketballtrainer. Der mit einer Deutschen verheiratete Serbe arbeitet seit 1998 als Trainer und wurde 2009 mit den EWE Baskets Oldenburg Deutscher Meister.

## Karriere

### Anfänge als Trainer
Predrag Krunić schloss 1992 sein Sport-Diplom an der Sportuniversität Belgrad ab. Einer seiner Professoren war dort Milivoje Karalejić, der später unter anderem bei Alba Berlin als Konditionstrainer arbeitete. Krunić unterschrieb zunächst einen Vertrag bei Zemun Belgrad, wo er von 1994 bis 1998 als Koordinator und Trainer der Nachwuchsmannschaft arbeitete. Anschließend wechselte er nach Deutschland zu den Telekom Baskets aus Bonn, bei denen er drei Jahre lang unter Bruno Socé als Co-Trainer fungierte.

### Cheftrainer bei den Telekom Baskets Bonn (2001–2005)
Nach dessen Abgang im Sommer 2001 wurde Krunić zum Cheftrainer befördert. Mit seinen damals 34 Jahren war er damit der jüngste Cheftrainer der Basketball-Bundesliga. In den ersten drei Jahren als Trainer in Bonn erreichte er drei Mal das Halbfinale um die deutsche Meisterschaft sowie jeweils einmal das Halbfinale des deutschen Pokals (2002/03) und das Viertelfinale des Saporta Cups (2001/02).
Im Jahr 2002 wurde ihm zudem die Ehre zuteil, beim alljährlichen Allstar-Game der Bundesliga die Auswahl des Südens zu betreuen. Dabei handelte er sich allerdings einige Kritik ein, weil er bei diesem – eigentlich auf Show und Spaß ausgerichtetem – Spiel seine Spieler zu harter Verteidigung anwies und unter anderem eine „Ganzfeldverteidigung“ spielen ließ.
Für seine Erfolge mit den Telekom Baskets Bonn wurde er im Sommer 2004 mit einem neuen Dreijahresvertrag belohnt. Doch in der folgenden Saison wurde seine Mannschaft von Verletzungen und internen Streitigkeiten geplagt und verpasste als Neuntplatzierter die Playoffs. Zwar erreichte man immerhin noch das Pokalfinale, unterlag dort allerdings gegen den rheinischen Rivalen RheinEnergie Köln. Einige Wochen nach Saisonende wurde Krunić schließlich beurlaubt, das Angebot, weiterhin in Bonn als Jugendtrainer zu arbeiten, lehnte er ab.

### Deutsche Meisterschaft mit den EWE Baskets Oldenburg (2007–2012)
Krunić pausierte zwei Jahre und unterschrieb erst nach Auslaufen seines Vertrages in Bonn im Sommer 2007 beim Bundesligisten EWE Baskets Oldenburg einen Zweijahresvertrag. Nach einigen Problemen zu Beginn steigerte sich seine Mannschaft und erreichte als Fünftplatzierter die Playoffs, in denen man im Viertelfinale mit den Brose Baskets Bamberg den amtierenden deutschen Meister aus dem Wettbewerb warf. Anschließend scheiterte man allerdings im Halbfinale am späteren deutschen Meister Alba Berlin. In der folgenden Sommerpause wurde sein Vertrag bis 2011 verlängert. Leistungsträger wie Rickey Paulding, Jason Gardner und Jasmin Perković wurden gehalten, mit Je’Kel Foster holte Krunić einen Spieler hinzu, der ebenfalls zur Stütze wurde. Das zahlte sich aus. In der Saison 2008/09 wurde Krunić mit Oldenburg deutscher Meister. Man ging als Tabellenzweiter in die Meisterrunde. Das Endspiel gegen seinen ehemaligen Verein, die Telekom Baskets Bonn, wurde dabei erst in den Schlusssekunden des entscheidenden, fünften Spiels entschieden. Krunić habe aus der Mannschaft eine Einheit geformt und im Kader ein Familiengefühl erzeugt, beschrieb Marko Scekić später, wie der Trainer während der Meistersaison vorging.
In der folgenden Saison trat er mit Oldenburg in der EuroLeague an, schied dort allerdings bereits in der Vorrunde aus. Auch in der Bundesliga konnte man den Erfolg des Vorjahres nicht wiederholen, das Aus erfolgte in der ersten Playoff-Runde gegen die New Yorker Phantoms Braunschweig.
Im März 2012 wurde Krunić von seinen Aufgaben als Trainer in Oldenburg entbunden. Ihm war vorgeworfen worden, dass die Mannschaft in den Vorwochen selbst in Duellen mit Gegnern von den Abstiegsrängen zu wenig ihres Leistungsvermögens abgerufen hatte.

### Abstiegskampf mit BBC Bayreuth (2013–2014)
Am 25. März 2013 wurde Krunić neuer Trainer des Bundesligisten BBC Bayreuth. Er folgte dort auf Marco van den Berg, der zuvor nach mehreren Niederlagen entlassen worden war. Krunić übernahm den BBC Bayreuth auf dem 15. Tabellenplatz mit einer Bilanz von elf Siegen und 16 Niederlagen. Unter seiner Führung erreichten die Oberfranken den Klassenerhalt in der Bundesliga: Am vorletzten Spieltag gelang dies durch einen Auswärtssieg gegen den Mitteldeutschen BC. Damit verlängerte sich Krunićs Vertrag in Bayreuth automatisch bis 2014. Am 29. Dezember 2013 wurde Krunić vom Verein aufgrund des schlechten sportlichen Abschneidens der Mannschaft beurlaubt. Vor der Entlassung hatte die Mannschaft unter seiner Leitung sieben Niederlagen in Folge einstecken müssen.

### Anwil Włocławek (2014–2015)
Ab Oktober 2014 war Krunić beim polnischen Verein Anwil Włocławek in der höchsten Basketballliga in Polen als Trainer tätig. Ende März 2015 trennte sich der Verein aufgrund von finanziellen Problemen von ihm und drei Spielern. Das FIBA-Gericht in Genf urteilte im Oktober 2015, Anwil müsse an Krunić rund 19 500 Euro an ausstehendem Gehalt nachzahlen.

### Mitteldeutscher BC
Im Winter 2015 wurde Krunić neuer Cheftrainer des Mitteldeutschen BC, der zu diesem Zeitpunkt abgeschlagen auf dem letzten Tabellenplatz der Bundesliga rangierte. Er folgte dort auf Silvano Poropat, der zuvor sein Amt aufgrund von Erfolglosigkeit niedergelegt hatte. Unter seiner Führung gelang dem MBC eine fast erfolgreiche Aufholjagd, dabei gelangen unter anderem Siege gegen den FC Bayern München und Krunićs ehemaligen Verein Telekom Baskets Bonn. Erst am letzten Spieltag entschied sich der Abstiegskampf, der MBC musste letztlich doch den Gang in die ProA antreten. Krunić verließ daraufhin den MBC wieder.

### Wiedersehen mit den Telekom Baskets Bonn (2016–2019)
Im September 2016 wurde Krunić zum zweiten Mal in seiner Karriere Trainer der Telekom Baskets Bonn, nachdem der bisherige Bonner Trainer Silvano Poropat sein Amt aufgrund einer Erkrankung niedergelegt hatte. Krunić, der damals in Bonn wohnhaft war, sagte dem Verein daraufhin kurzfristig zu und unterschrieb einen Vertrag bis Sommer 2017. Er betreute die Rheinländer bis Januar 2019, ehe er nach zwei Niederlagen auf internationalem Parkett und wechselhaften Vorstellungen seiner Mannschaft in der Bundesliga von seinen Aufgaben entbunden wurde. Im Anschluss an das Champions-League-Spiel gegen Freiburg im Üechtland, einer der Einschätzung von Präsident Wolfgang Wiedlich zufolge „mental und sportlich erneut desolaten Vorstellung“, habe man „keinen anderen Weg mehr gesehen, als Predrag Krunić zu beurlauben“, hieß es seitens der Vereinsführung.

### Trainerstellen in Russland und Japan
Ende November 2019 wurde Krunić Trainer der russischen Mannschaft Awtodor Saratow. Nach sechs Niederlagen in Folge wurde er Anfang Februar 2020 entlassen. Im Sommer 2021 trat Krunić das Traineramt bei Kagoshima Rebnise in Japan an.

### Zweite MBC-Amtszeit und Rückkehr nach Japan
Im Sommer 2023 trat er eine zweite Amtszeit beim Bundesligisten Mitteldeutscher BC an. Kurz nach dem Ende des Spieljahres 2023/24, das er mit der Mannschaft auf dem 13. Tabellenplatz abgeschlossen hatte, gab Krunić seinen Abschied vom MBC bekannt. Er nutzte eine Ausstiegsklausel in seinem Vertrag, um den Verein zu verlassen. Er kehrte anschließend nach Japan zurück und wurde Trainer der Kobe Storks, die er in der Saison 2024/25 betreute. Im Februar 2025 trennte man sich.

### Rückkehr nach Oldenburg
Im Mai 2025 gaben die EWE Baskets Oldenburg die Rückkehr von Krunić bekannt.

## Arbeitsweise
Zu seinen Kennzeichen als Trainer gehört, dass Krunić während des Spielgeschehens an der Seitenlinie erheblich mit Gesten und Anweisungen auf seine Spieler einwirkt und auf diese Weise versucht, sie zu Höchstleistungen anzutreiben. Krunić setzt in seiner Arbeit auf Verteidigung und Disziplin.